# Кизил Арслан Ільдегізід
Кизил Арслан (*д/н — 1191) — 10-й султан Іраку. Власне ім'я перекладається як «Червоний лев». Повне ім'я Музаффар ад-Дін Кизил Арслан Утман ібн Шамс ад-Дін Ільдегіз.

## Життєпис
Син Шамс ад-Діна Ільдегіз (колишнього кипчакського раба), атабека Аррана і Азербайджана, який був фактичним правителем Іракського султанату за часів Арслан-шаха. Про дату народження нічого невідомо. У 1175 році помер батько й атабеком став старший брат Кизил-Арслана — Мухаммед Джахан Пахлаван, який також перебрав владу в султанаті при номінальному володареві Тогрулі III.
За часів Пахлавана був намісником Тебриза, потім провінцій Арран і Азербайджан. У 1187 році після смерті Джахана Пахлавана порушив волю останнього щодо збереження на троні Тогрула III, вступив в союз з халіфом ан-Насіром щодо повалення султана. Втім ще до підходу військ Кизил-Арслана халіфські війська вступили у бій при Дай-Марджі з султаном Тогрулом III, але зазнали тяжкої поразки. Водночас й втрати султана були доволі значними. Це дозволило Кизил-Арслан доволі легко захопити Західну Персію та вступити до столиці — Хамадану.
Кизил-Арслан продовжував переслідування повалення султана, перед тим для забезпечення законності своїх дій поставив новим володарем Санджара II. В Аррані було завдано поразки суперникові, а сам Тогрул III потрапив у полон. Його відправлено було до фортеці під Тебризом.
Сам Кизил Арслан не повернувся до Гамадану (столиці держави), а залишився в тебрізі, де відчував себе впевненіше. Слідом за цим Кизил-Арслан повернувся до Гамадану, де розпочав перемовини щодо власного сходження на трон. Водночас багато зробив задля відродження єдиного султанату, зміцнивши владу у Західній та Північній Персії. При цьому застосовував жорстокі заходи проти бунтівних емірів. При цьому виступив прихильником перської літератури. При його дворі мешкали численні поети, серед яких були Хагані Ширвані та Нізамі Гянджеві (останній присвятив Кизил Арслану поему «Хосров і Ширін»).
Поступово у Кизил Арслана виник конфлікт з його дружиною Інанч-хатун (удовою Мухаммеда Джахан Пахлавана), яка мріяла передати владу своїм двом синам від Пахлавана. В цей час Кизил Арслан отримав рішення від халіфа щодо оголошення його султаном. За різними джерелами Кизил Арслан провів церемонію сходження на трон (за іншими загинув за 1 годину до його початку). Тому деякі дослідники вважають, що він не став султаном. Втім султаном Кизил Арслана зробило рішення халіфа, адже за традицією з цього часу особа отримувала статус султана. Змову проти Кизил Арслана влаштувала його дружина Інанч-хатуна.
Проте владу захопив інший небіж Кизил Арслана — Нусрат ад-Дін Абу-Бакр. Втім його володіння обмежилися Тебризом і Арраном, оскільки колишній султан Тогрул III втік з в'язниці, а на його бік перейшла частина знаті. Після цього почалася боротьба Ільдегізідів проти Тогрула III, що завершилася поразкою у битві при Казвіні.